# Víctor Lapeña
Víctor Lapeña (12 de marzo de 1975, Zaragoza) es un entrenador español de baloncesto. En la actualidad es técnico principal de selección femenina de baloncesto de Canadá. Asimismo, tras varios años de experiencia como entrenador ayudante en la selección femenina española, se ha convertido en uno de los entrenadores españoles con mejor reputación en los banquillos.

## Trayectoria

### Clubes
- 2003–2004: Stadium Casablanca (Liga Femenina 2)
- 2004–2005: Puig d'en Valls
- 2005–2007: Extrugasa Cortegada
- 2007–2009: Cadi La Seu (Liga Femenina 2)
- 2009–2012: Club Deportivo Basket Zaragoza
- 2012: UNB Obenasa (rescinde su contrato a mitad de temporada)
- 2013 (desde enero)–2014: Perfumerias Avenida (Liga Femenina)
- 2015–2018: Stadium Casablanca (Liga Femenina)[1][2]
- 2018–2019: Nadezhda Oremburgo (Liga Femenina de Rusia)  Archivado el 13 de agosto de 2018 en Wayback Machine.[3]
- 2019–2022: Fenerbahçe SK (Liga Femenina de Turquía).
- 2024–enero 2025: Cukurova Mersin[4][5] (Liga Femenina de Turquía).

### Selección Española
- 2007: Técnico asistente España U20 fem.
- 2007-2009: Técnico asistente España fem.
- 2010-2012-2014-2016: Seleccionador España U17 fem.
- 2011: Técnico asistente España U16 fem.
- 2012-2018: Técnico asistente España fem.
- 2013-2015: Seleccionador España U18 fem.

### Selección de Canadá
- 2022: Seleccionador absoluto

## Palmarés

### Clubes
- Ascenso a Liga Femenina (1): 2006.
- Liga Femenina (1): 2012/13.
- Copa de la Reina (1): 2013/14.
- Supercopa de España (1): 2014.
- FIBA (1): 2019.
- Copa del Presidente Turquía (1): 2020.
- Copa Turquía Femenina (1): 2020.
- Liga Turca (1): 2021

### Selección Española
- Oro Europeo u20 Femenino 2007 (Técnico ayudante)
- Oro Europeo u16 Femenino 2011 (Técnico ayudante)
- Plata Mundial u17 Femenino 2012
- Oro Europeo u18 Femenino 2013
- Plata Mundial u17 Femenino 2014
- Oro Europeo u18 Femenino 2015

Como ayudante en la Selección Española absoluta
- Plata - Eurobasket 2007
- Bronce - Eurobasket 2009
- Oro - Eurobasket 2013
- Plata - Mundial 2014
- Bronce - Eurobasket 2015
- Plata - Juegos Olímpicos 2016
- Oro - Eurobasket 2017[6]